# Elaphoglossum tomentellum
Elaphoglossum tomentellum är en träjonväxtart som beskrevs av John T. Mickel. Elaphoglossum tomentellum ingår i släktet Elaphoglossum och familjen Dryopteridaceae. Inga underarter finns listade.